# 910
| [ Edytuj tabelę ]          |                                                  |
| Król Anglii                | - 899 Edward Starszy 924                         |
| Hrabia Aragonii            | - 893 Galindo II 922                             |
| Król Armenii               | - 890 Symbat I Męczennik 913                     |
| Hrabia Barcelony           | - 897 Wilfred Borrell II 911                     |
| Książę Bawarii             | - 907 Arnulf 937                                 |
| Książę Burgundii           | - 880 Ryszard I Prawodawca 921                   |
| Cesarz Bizancjum           | - 886 Leon VI Filozof 912 - 886 Aleksander 913   |
| Chan Bułgarii              | - 893 Symeon I 913                               |
| Książę Czech               | - 895 Spitygniew I 915                           |
| Król Franków wschodnich    | - 900 Ludwik IV Dziecię 911                      |
| Król Franków zachodnich    | - 893 Karol III Prostak 922                      |
| Cesarz Japonii             | - 897 Daigo 930                                  |
| Kalif                      | - 908 Al-Muqtadir 932                            |
| Król Khmerów               | - 889 Jaszowarman I 910 - 910 Harszawarman I 922 |
| Wielki książę Kijowa       | - 882 Oleg Mądry 912                             |
| Patriarcha Konstantynopola | - 907 Eutymiusz I Synkellos 912                  |
| Król Leónu                 | - 866 Alfons III Wielki 910 - 910 Garcia I 914   |
| Król Mercji                | - 879 Aethelred 911                              |
| Król Nawarry               | - 905 Sancho I 926                               |
| Król Norwegii              | - 872 Harald Pięknowłosy 930                     |
| Papież                     | - 904 Sergiusz III 911                           |
| Książę Saksonii            | - 880 Otto Dostojny 912                          |
| Król Szkocji               | - 900 Konstantyn II 943                          |
| Doża Wenecji               | - 888 Pietro Tribuno 912                         |
| Książę Węgier              | - 907 Zoltán 947                                 |

Rok 910 / CMX
stulecia: IX wiek ~
X wiek ~
XI wiek

lata: 900 «
905 «
906 «
907 «
908 «
909 «
910
» 911
» 912
» 913
» 914
» 915
» 920

## Wydarzenia
- Europa
  - książę Wilhelm Akwitański założył benedyktyńskie opactwo św. Piotra i Pawła w Cluny

## Urodzili się
- data dzienna nieznana:
  - Dongshan Shouchu – chiński mistrz chan ze szkoły yunmen (zm. 990)
  - Edyta Angielska – córka króla Anglii Edwarda Starszego, żona króla Niemiec (i późniejszego cesarza) Ottona I Wielkiego (zm. 946)
  - św. Nil z Rossano, zwany św. Nilem Młodszym – święty katolicki i prawosławny, eremita (zm. 1004)

## Zmarli
- 6 maja – Fujiwara no Takaiko – żyjąca w okresie Heian żona cesarza Seiwa, a później cesarzowa wdowa japońska (ur. 842)
- data dzienna nieznana:
  - Alfons III Wielki, król Asturii w latach 866–910 (ur. ok. 848)
  - Dżunajd, sufi pochodzenia perskiego, do którego odwołują się wszystkie późniejsze łańcuchy transmisji doktryny i legitymacji w sufizmie (ur. ok. 830)
  - Jaszowarman I, król khmerski (ur. ?)[1]
  - Naum Ochrydzki, uczeń Cyryla i Metodego, współtwórca ochrydzkiej szkoły piśmienniczej, święty prawosławny i katolicki, apostoł Bułgarii (ur. ok. 830)